# Aleksiej Szajew
Aleksiej Szajew (ros. Алексей Шаев; ur. 24 marca 1986 r.) – rosyjski kulturysta.

## Kariera
W 2008, 2009 i 2010 roku trzykrotnie zdobył tytuł absolutnego zwycięzcy Mistrzostw Obwodu Riazańskiego w Kulturystyce. W październiku 2010 podczas Mistrzostw Rosji federacji PBS (ФБФР) uhonorowano go dwoma złotymi medalami: w kategorii mężczyzn do 180 cm wzrostu oraz w kategorii ogólnej. W kwietniu 2013 wywalczył złoto w trakcie Pucharu Moskwy; jurorzy nagrodzili go dwoma medalami, w kategoriach mężczyzn o wzroście przekraczającym 175 cm oraz ogólnej. W 2015 zajął pierwsze miejsce na podium w kategorii generalnej na zawodach IFBB Arnold Amateur.